# نابي كيتا
نابي ديكو كيتا (بالفرنسية: Naby Deco Keïta)‏ (مواليد 10 فبراير 1995) هو لاعب كرة قدم غيني يلعب حاليًا لصالح فيردر بريمن في الدوري الالماني الممتاز و‌منتخب غينيا في مركز خط الوسط. وهو قادر على اللعب في مركز الوسط المحوري والوسط الدفاعي كما أنه له أدوار هجومية.
- وانتقل من نادي ريد بول سالزبورغ إلى نادي لايبزيغ الألماني ولعب معه موسم 2016-2017 وحاز على المركز الثاني في ترتيب فرق البوند سليغا (الدوري الألماني)
- وقع عقد في صيف 2017 للانتقال لنادي ليفربول الإنكليزي للعب معه بدءاً من 1/7/2018 بحيث يكون في تشكيلة فريق ليفربول الإنكليزي في موسم 2018-2019 على أن يستكمل موسم 2017-2018 مع فريق لايبزيغ الألماني للمشاركة في دوري أبطال اوروبا. وبلغت قيمة عقده حوالي 48 مليون جنيه استرليني.

## مسيرته الكروية

### نادي إستر
انضم كيتا إلى نادي مسقط رأسه نادي هورويا في التاسعة من عمره.
انتقل إلى فرنسا في عام 2012 ، وانضم إلى فريق الشباب في نادي إستر بعد تجارب فاشلة في نادي لوريان ونادي لومان.
في عام 2013 ، تمت ترقيته إلى الفريق الأول لإيستر.  ظهر لأول مرة في بطولة الدوري الفرنسي الدرجة الثانية في 22 نوفمبر 2013 ضد نيم أولمبيك.
سجل 11 هدفًا في 23 مباراة في موسمه الأول كمحترف، بينما هبط فريقه إلى الدرجة الثالثة.

### ريد بل سالزبورغ

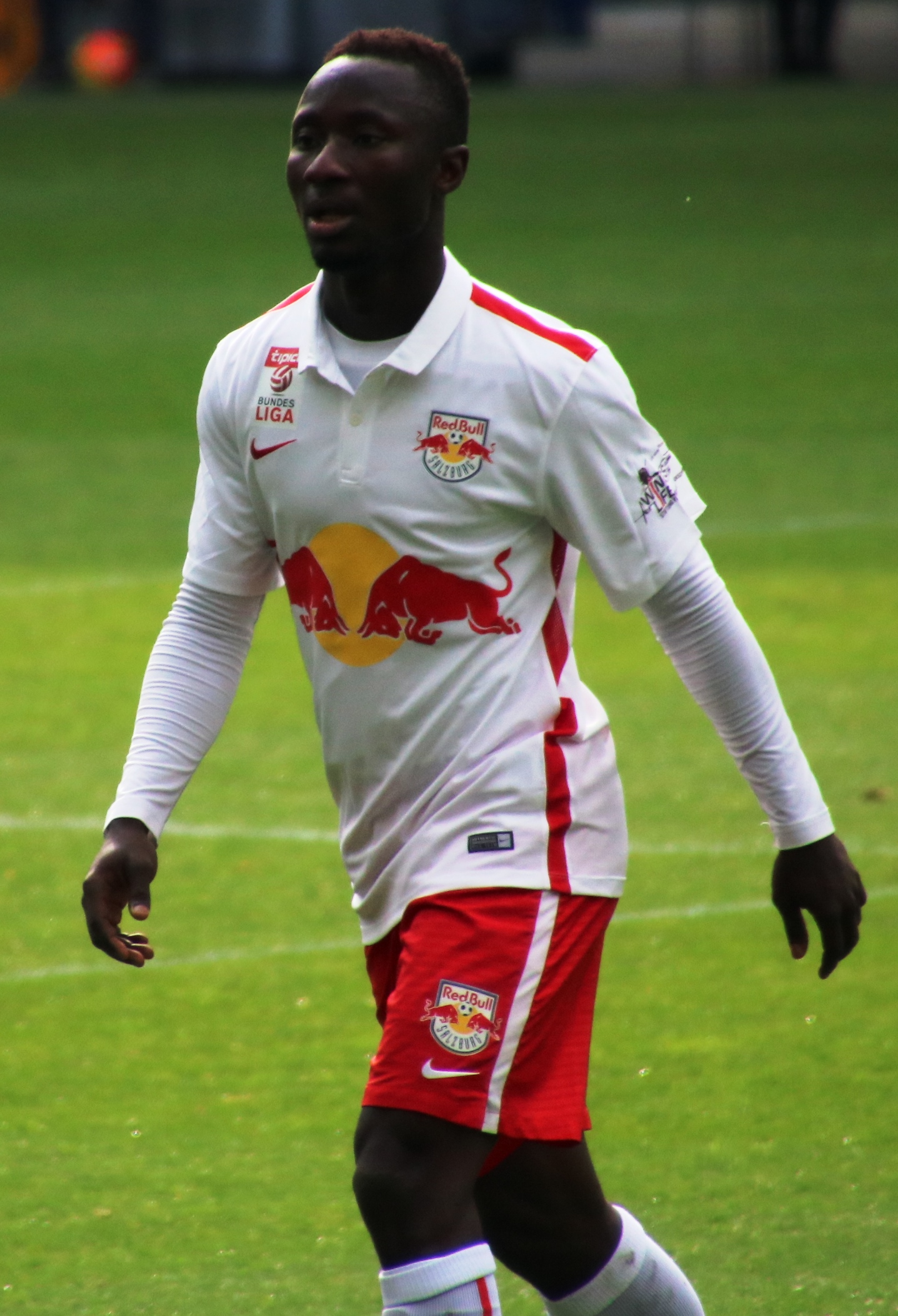
نابي كيتا برفقة نادي ريد بل سالزبورغ عام 2016

إنضم كيتا إلى نادي ريد بل سالزبورغ النمساوي.
ظهر لأول مرة في الدوري في 26 يوليو 2014 ضد نادي فينير نيوستاد.
أنهى كيتا الموسم بخمسة أهداف وصنع هدفين في 30 مباراة، وفاز بالدوري والكأس مرتين.  في الموسم التالي، تم اختياره كأفضل لاعب في الدوري النمساوي لهذا العام.

### آر بي لايبزيغ
في يونيو 2016 ، انتقل كيتا إلى نادي آر بي لايبزيغ الألماني وهو النادي الشقيق لنادي ريد بل سالزبورغ، والذي تمت ترقيته للتو إلى الدوري الألماني.
سجل هدف الفوز في أول مباراة له في الدوري ضد نادي بوروسيا دورتموند وسجل سبعة أهداف أخرى في أول موسم له في الدوري الألماني. تم اختياره في فريق العام للدوري لهذا الموسم.
تم اختيار كيتا في تشكيلة الموسم لبطولة الدوري الأوروبي ، حيث كان فريقه في ربع النهائي.

### ليفربول
في 28 أغسطس 2017 ، تم إبرام صفقة لكي ينضم كيتا إلى نادي ليفربول في 1 يوليو 2018 بعد أن أطلق النادي الإنجليزي الشرط الجزائي البالغ 48 مليون جنيه إسترليني بالإضافة إلى دفع قسط غير مُعلن عنه. لن يكون هناك إضافات حيث كان الإجمالي الصفقة 48 مليون جنيه إسترليني إذا لم يتأهل نادي آر بي لايبزيغ لكرة القدم الأوروبية، حيث ستزيد الإضافات إلى 4.75 مليون جنيه إسترليني ويكون الإجمالي 52.75 مليون جنيه إسترليني إذا تأهلوا إلى الدوري الأوروبي، و ستكون الإضافات 11 مليون جنيه إسترليني بحيث يكون الإجمالي 59 مليون إذا تأهلوا إلى في دوري أبطال أوروبا.
احتل لايبزيغ المركز السادس في الدوري الألماني، حيث تأهل إلى بطولة الدوري الأوروبي.

#### موسم 2018-19
عند انضمامه إلى ليفربول، حصل على القميص رقم 8 و الذي كان رقم أسطورة نادي ليفربول ، ستيفن جيرارد، والذي تم إخلاء هذا القميص عند رحيل جيرارد إلى لوس أنجلوس غالاكسي في عام 2015.
ظهر كيتا لأول مرة مع ليفربول ضد نادي وست هام يونايتد في 12 أغسطس 2018 ولعب دورًا في الهدف الافتتاحي للمباراة سجله اللاعب محمد صلاح في مباراة إنتهت بالفوز بنتيجة 4-0.
في 5 أبريل 2019 ، سجل كيتا هدفه الأول مع ليفربول في الفوز 3-1 على نادي ساوثهامبتون، وأضاف الهدف الأوروبي الأول بعد أربعة أيام ضد نادي بورتو في مرحلة خروج المغلوب في ذهاب الربع النهائي.
أُصيب في مايو 2019 ، مما أدى إلى استبعاده لبقية الموسم.
على الرغم من إصابة كيتا، فقد فاز بأول لقب له في ليفربول بينما كان خارج تشكيلة يوم المباراة حيث فاز زملائه في نهائي دوري أبطال أوروبا على نادي توتنهام هوتسبر بنتيجة 2-0 في أوائل يونيو.

#### موسم 2019-20

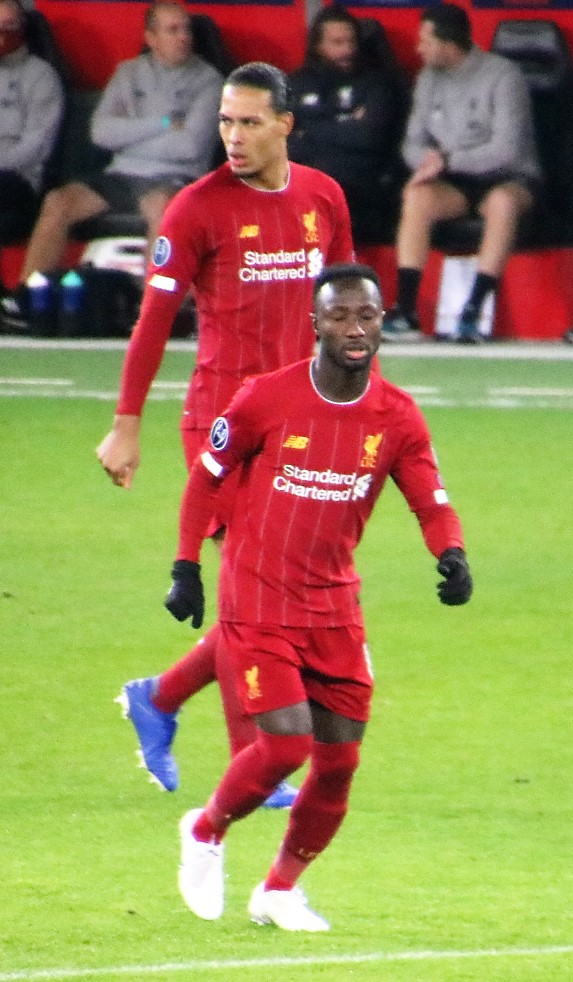
كيتا برفقة نادي ليفربول عام 2019

أعاقته الإصابة، حيث كان كيتا لاعب لا يُعتمد عليه في الجزء الأول من موسم 2019-20 مع الريدز.
في 7 ديسمبر، سجل هدفا وصنع في الفوز 3-0 خارج أرضه على نادي بورنموث ، كانت أول مباراة له في الدوري الإنجليزي الممتاز هذا الموسم.
في 10 ديسمبر، قدم هدف ليفربول الأول في الفوز 2-0 في بطولة دوري أبطال أوروبا ضد ناديه السابق، نادي ريد بل سالزبورغ، والذي شهد بطل أوروبا التأهلة إلى الدور 32 بصفته الفائز في بطولة دوري أبطال أوروبا 2018-19.
في 18 ديسمبر، سجل الهدف الافتتاحي في الفوز 2-1 على نادي مونتيري المكسيكي بينما يتقدم ليفربول إلى نهائي كأس العالم للأندية؛ بعد ثلاثة أيام، في 21 ديسمبر، بدأ في المباراة النهائية ضد نادي فلامنغو ، ولعب 100 دقيقة حتى تم استبداله بفوز ليفربول 1-0 ليتوج ببطولة كأس العالم للأندية.
في 2 يناير 2020 ، تم وضعه في التشكيلة الأساسية ضد نادي شيفيلد يونايتد ، ولكن تم سحبه بعد تعرضه لإصابة أثناء الإحماء، وحل محله اللاعب جيمس ميلنر. في نهاية الموسم توج كيتا مع ناديه ليفربول بلقب الدوري الإنجليزي الممتاز.

## مسيرته الدولية
في 14 ديسمبر 2012، ظهر كيتا لأول مرة في مباراة دولية مع منتخب غينيا أمام سيراليون في مباراة ب‍تصفيات بطولة أمم أفريقيا للمحليين 2014. وسجل الهدف الافتتاحي في تعادل 1–1 خارج الديار.
قام ميشيل دوسويي بوضع كيتا في القائمة المكونة من 23 لاعبًا للعب في بطولة كأس الأمم الأفريقية 2015 والمقامة في غينيا الاستوائية. في المباراة الافتتاحية أمام ساحل العاج، صدم جيرفينيو كيتا بقوة في وجهه، والذي حصل على بطاقة حمراء بسبب ذلك.
في 12 نوفمبر 2015، سجل كيتا هدفه الدولي الأول بعد ثلاث سنوات، في الفوز 1–0 خارج أرضه أمام ناميبيا في مباراة الذهاب من الجولة الثانية من تصفيات كأس العالم 2018. بعد ثلاثة أيام في مباراة الإياب التي أقيمت في المغرب بسبب وباء فيروس الإيبولا في غينيا سجل مرة أخرى في الفوز 2–0.
اختار المدير بول بوت كيتا في التشكيلة الأساسية لغينيا للعب في كأس الأمم الأفريقية 2019 المقامة في مصر، ولكنه تعرض لإصابات. في يناير 2022، ساعد كيتا غينيا في التأهل لدور 16 من كأس الأمم الأفريقية 2021 المقامة في الكاميرون. وكان أدائه السبب في حصوله على مكان في أفضل تشكيلة في البطولة. ومع ذلك، تم إقصاء غينيا بعد الخسارة أمام غامبيا، وهي المباراة التي لم يتمكن كيتا من لعبها بسبب تراكم البطاقات الصفراء.

## أسلوب لعبه
وصف نيك أميس ونيك ميلر كيتا أثناء كتابتهما عنه في صحيفة "الجارديان" بأنه "لاعب خط وسط ديناميكي وطريقه لعبه من صندوق إلى صندوق،" مشيرين إلى أنه مشابه ل‍نغولو كانتي. وأشاروا أيضًا إلى أنه قادر على توزيع الكرة بمدى عالي ودقة عالية، وقادر على تسجيل الأهداف، الأمر الذي أدى في كثير من الأحيان إلى مقارنته ب‍صانع الألعاب البرتغالي السابق ديكو. وصف ديفيد آشر من إي إس بي إن كيتا بأنه لاعب خط وسط نشيط، يتمتع بصفات دفاعية جيدة، مما يسمح له أيضًا باللعب في الوسط الدفاعي إذا لزم الأمر. وأضاف آشر أن كيتا "سريع وماهر ومبدع. يمكنه المراوغة، والتمرير والتسديد، ويجعل التألق أمرًا روتينيًا". وتحدث المدرب الألماني رالف رانغنيك مادحًا كيتا أن لديه رادار 360 درجة طبيعي حيث أنه يستطيع أن يرى ما بحوله في الملعب.

## الإنجازات
ليفربول
- الدوري الإنجليزي الممتاز: 2019–20[39]
- دوري أبطال أوروبا: 2018–19[40]
- كأس السوبر الأوروبي: 2019[41]
- كأس العالم للأندية: 2019[42]

## روابط خارجية
- نابي كيتا على موقع الاتحاد الأوربي (الإنجليزية)
- نابي كيتا على موقع قاعدة بيانات كرة القدم.إي يو (الإنجليزية)
- نابي كيتا على موقع ليكيب (الفرنسية)
- نابي كيتا على موقع ناشيونال فوتبول تيمز (الإنجليزية)
- نابي كيتا على موقع Soccerbase.com (لاعب) (الإنجليزية)
- نابي كيتا على موقع Soccerway.com (الإنجليزية)
- نابي كيتا على موقع عالم كرة القدم.نت (الإنجليزية)
- نابي كيتا على موقع AS.com (الإسبانية)